# أفيتوس (إمبراطور روماني)
أفيتوس (باللاتينية: Avitus) واسمه الكامل ماركوس مايسيليوس فلافيوس إيباريقيوس أفيتوس أغوستوس (باللاتينية: Marcus Maecilius Flavius Eparchius Avitus Augustus) وقد كان إمبراطور الإمبراطورية الرومانية الغربية وألتي كانت عاصمتها في روما من 8 أو 9 يونيو 455 إلى 17 أكتوبر 456، وقد كان السيناتور والحاكم الأعلى للإدارات المدنية والعسكرية في الإمبراطورية الرومانية الغربية وقد كان أسقف بياتشينزا.
أصوله غالية رومانية وقد ولد في ما بين 380-395 بعد الميلاد في كليرمون فيران في بلاد الغال (فرنسا حالياً) وقد تولى الحكم بعد مقتل الإمبراطور بيترونيوس ماكسيموس بعد حصار الوندال لروما سنة 455 وعندما تولى الحكم عاني في إصلاح مدينة روما جراء الخراب الذي حل بها من قبل الفاندل، تولى الحكم بعده ماجوريان وتوفي في سنة 457.

## الجذور والحياة المهنية المبكرة
وُلد أفيتوس في كليرمونت لعائلة من طبقة النبلاء الغالو رومانية. يُحتمل أن والده كان فلافيوس يوليوس آغريكولا، قنصل روما القديمة في عام 421. كان لدى أفيتوس وولدين، هما آغريكولا) 455-507، فير إلاستريس) ووإكديسيوس آفيتوس (أصبح لاحقًا بطرقًا وقائد الجنود في ظل حكم الإمبراطور يوليوس نيبوس)، وابنة اسمها بابيانيلا، تزوجت من سيدونيوس أبوليناريس، الذي تعَد رسائله وأشعار مديحه مصدرًا مهمًا لحياة أفيتوس وأوقاته.
اتبع أفيتوس مناهج دراسية نموذجية لشاب في مكانته، من ضمنها القانون. أُرسل قبل عام 421 إلى البطرق القوي فلافيوس قسطنطينيوس (إمبراطور لفترة وجيزة في عام 421) ليطلب منه تخفيض الضرائب على بلاده؛ وتكلّلت هذه السفارة بالنجاح. كان قريبه ثيودوروس رهينةً في بلاط ملك القوطيين، ثيودوريك الأول. في عام 425/426 ذهب أفيتوس وقابله هو والملك الذي سمح لأفيتوس بالدخول إلى بلاطه. هنا، نحو 439، قابل أفيتوس ابن ثيودوريك، ثيودوريك الثاني، الذي أصبح ملكًا فيما بعد. ألهم أفيتوس الشاب ثيودوريك بأن يدرس الشعر اللاتيني.
بدأ حينئذ حياته المهنية في الخدمة العسكرية تحت قيادة قائد الجنود إيتيوس في حملته ضد اليوتونجيين والنوريكوم (430-431) والبرغنديين (436). في عام 437، وبعد ترفيعه إلى رتبة فير إلاستريس، عاد إلى أفيرينا، حيث شغل منصبًا عاليًا، على الأغلب قائد الجنود في غالياس. تغلب في السنة ذاتها على مجموعة مُعتدين من الهون قرب كليرمونت، وأجبر ثيودوريك على رفع الحصار عن ناربون. أصبح في عام 439 بريفيكتوس ولاية الغال، وجدد معاهدة الصداقة مع القوط الغربيين.
قبل صيف عام 440، تقاعد ليعود إلى حياته الخاصة في ولايته، أفيكتوم، بالقرب من كليرمونت. عاش حتى عام 451 عندما غزا الهون، بقيادة أتيلا الهوني، الإمبراطورية الرومانية الغربية، وأقنع أفيتوس ثيودوريك بالتحالف مع روما، إذ تغلبت القوات المشتركة لثيودوريك وآيتيوس على أتيلا الهوني في معركة شالون (سهول كاتالونيا)؛ ومات ثيودوريك في المعركة.

### الصعود إلى العرش
في أواخر ربيع عام 455، استُدعيَ أفيتوس للخدمة من قِبل الإمبراطور بيترونيوس ماكسيموس، ورُقِّيَت رتبته العسكرية ليصبح قائد الجنود للإمبراطورية الرومانية، أرسل ماكسيموس أفيتوس في سفارةٍ إلى بلاط ثيودوريك الثاني الذي خلف والده في مدينة تولوز الفرنسية. أكدت السفارة على الأرجح على أن كلًا من الملك الجديد وشعبه ما هم إلا فيوديراتي تابعة للإمبراطورية وطلبت منهم دعم الإمبراطور الجديد.
في الحادي والثلاثين من مايو، وردت أنباءٌ عن موت الإمبراطور بيترونيوس ماكسيموس، واحتلال روما ونهبها على يد الوندال وغايسريك، ذلك في الوقت الذي كان به أفيتوس في بلاط ثيودوريك. هتف ثيودوريك بالإمبراطور الجديد في التاسع من يوليو. نال الإمبراطور الجديد تأييد زُعماء بلاد الغال المُجتمعين في فيرنوم بالقرب من آرل. وفي وقت لاحق، في الخامس من أغسطس، حظي أفيتوس باعتراف مجلس الشيوخ الروماني، حتّى قبل أن يصل روما.
بقي أفيتوس في بلاد الغال مدة ثلاثة أشهر، لتعزيز سلطته في المنطقة التي كانت مركز دعمه، وذهب لاحقًا إلى إيطاليا مع الجيش الغاليلي، مدعومًا على الأرجح بقوات القوطيين الغربيين. سافر إلى نوريكوم لاستعادة السلطة الإمبريالية في تلك المقاطعة، ثم مر عبر رافينا، حيث ترك قواتٍ من القوطيين تحت حكم البطرق الجديد وقائد الجنود ريميستوس، القوطي الغربي. في تاريخ 21 سبتمبر، دخل أخيرًا إلى روما.